# Lac La Motte
Lac La Motte är en sjö i Kanada.   Den ligger i regionen Abitibi-Témiscamingue och provinsen Québec, i den sydöstra delen av landet, 400 km nordväst om huvudstaden Ottawa. Lac La Motte ligger 292 meter över havet.
Omgivningarna runt Lac La Motte är en mosaik av jordbruksmark och naturlig växtlighet. Trakten runt Lac La Motte är nära nog obefolkad, med mindre än två invånare per kvadratkilometer.